# Cumbre del G-20 de Riad
La Cumbre del G-20 de Riad fue la decimoquinta reunión del G20. Se llevó a cabo entre 21 y 22 de noviembre de 2020 en la ciudad capital de Riad.

## Líderes participantes

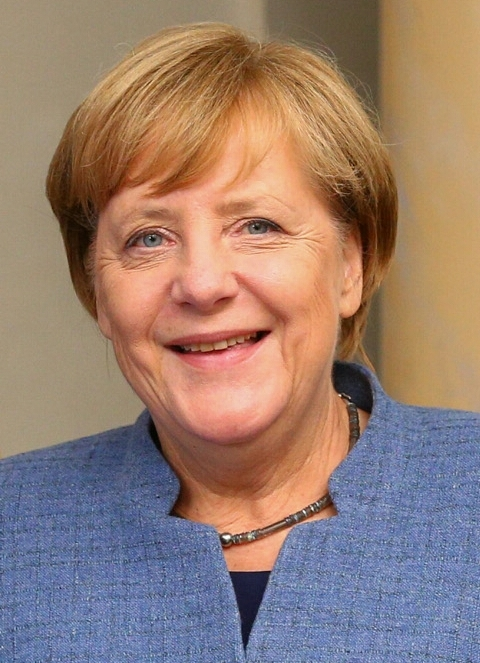
DEU Angela Merkel, Canciller
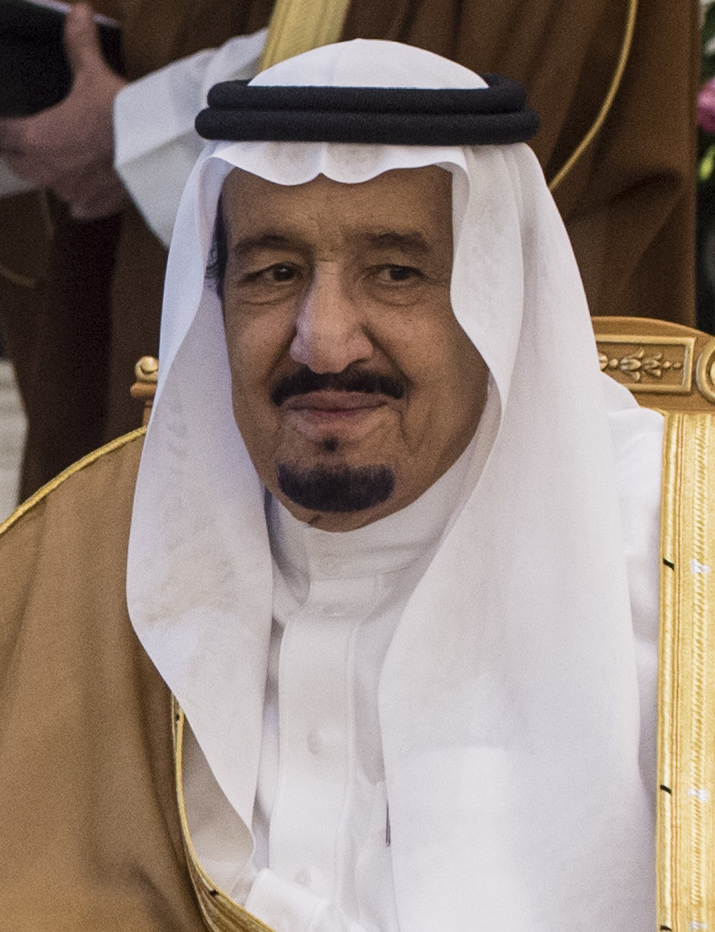
SAU Salmán bin Abdulaziz, Rey (anfitrión)
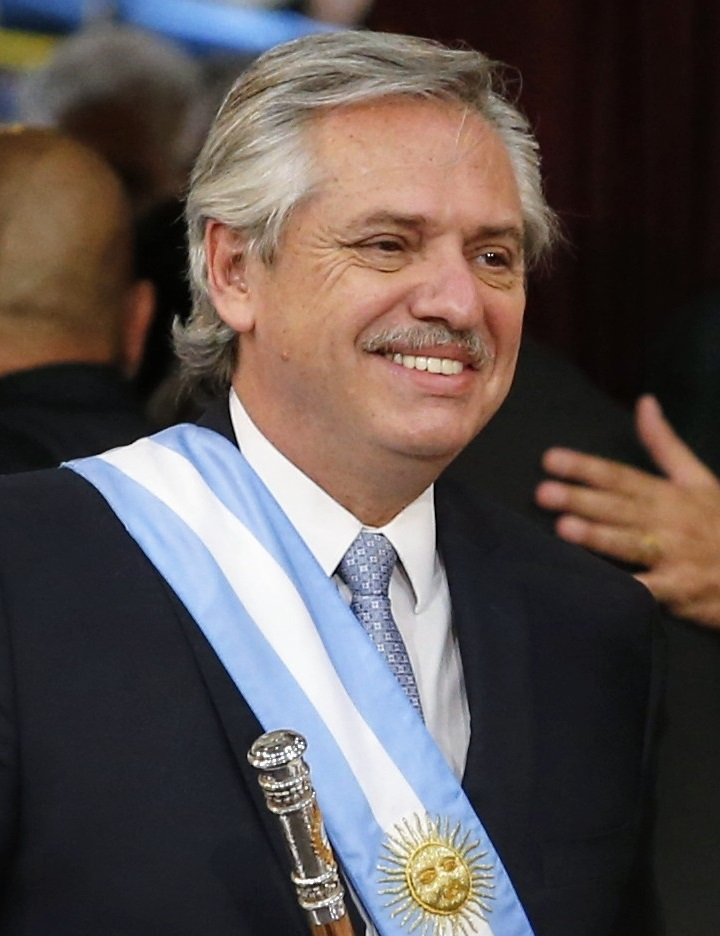
ARG Alberto Fernández, Presidente
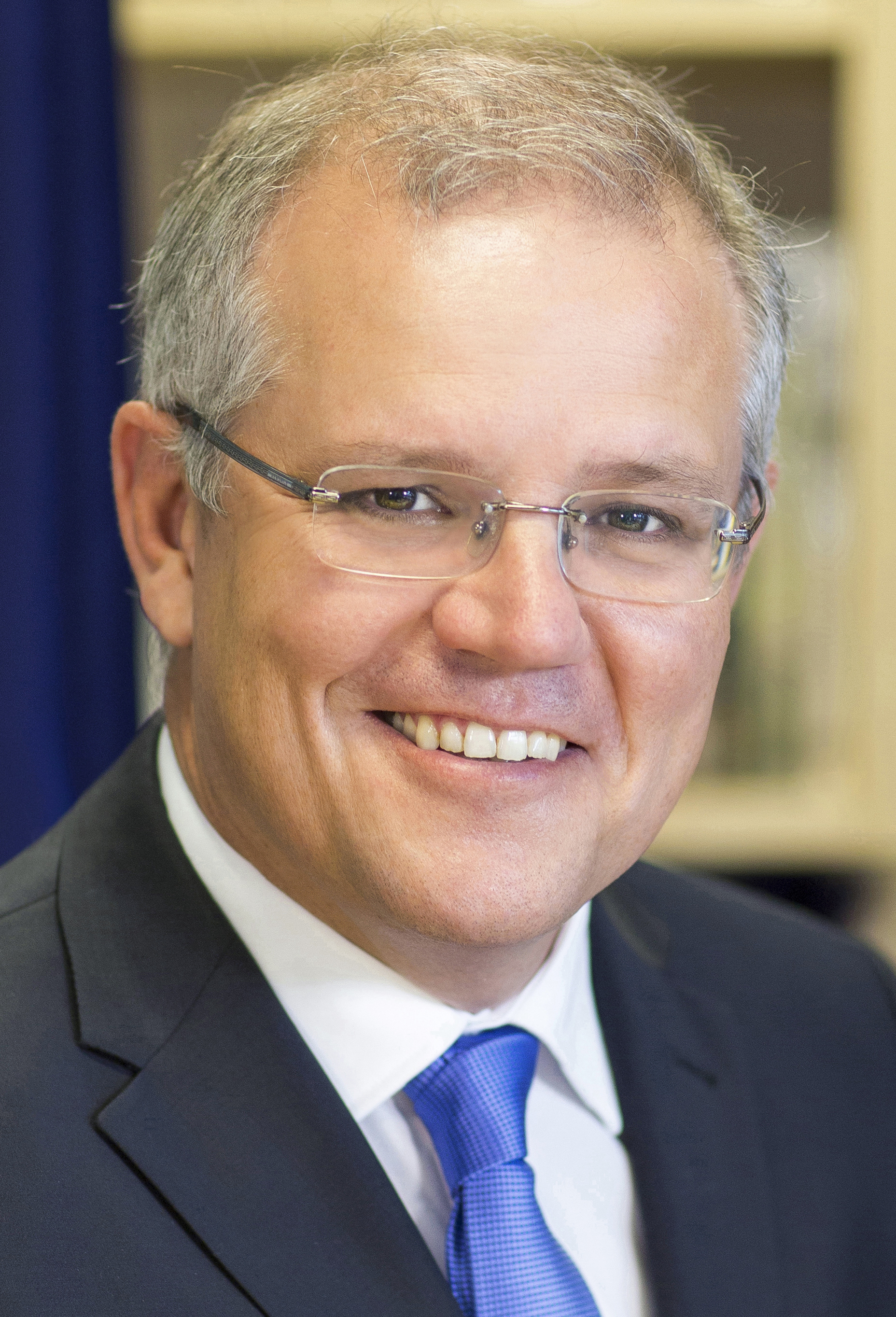
AUS Scott Morrison, Primer Ministro
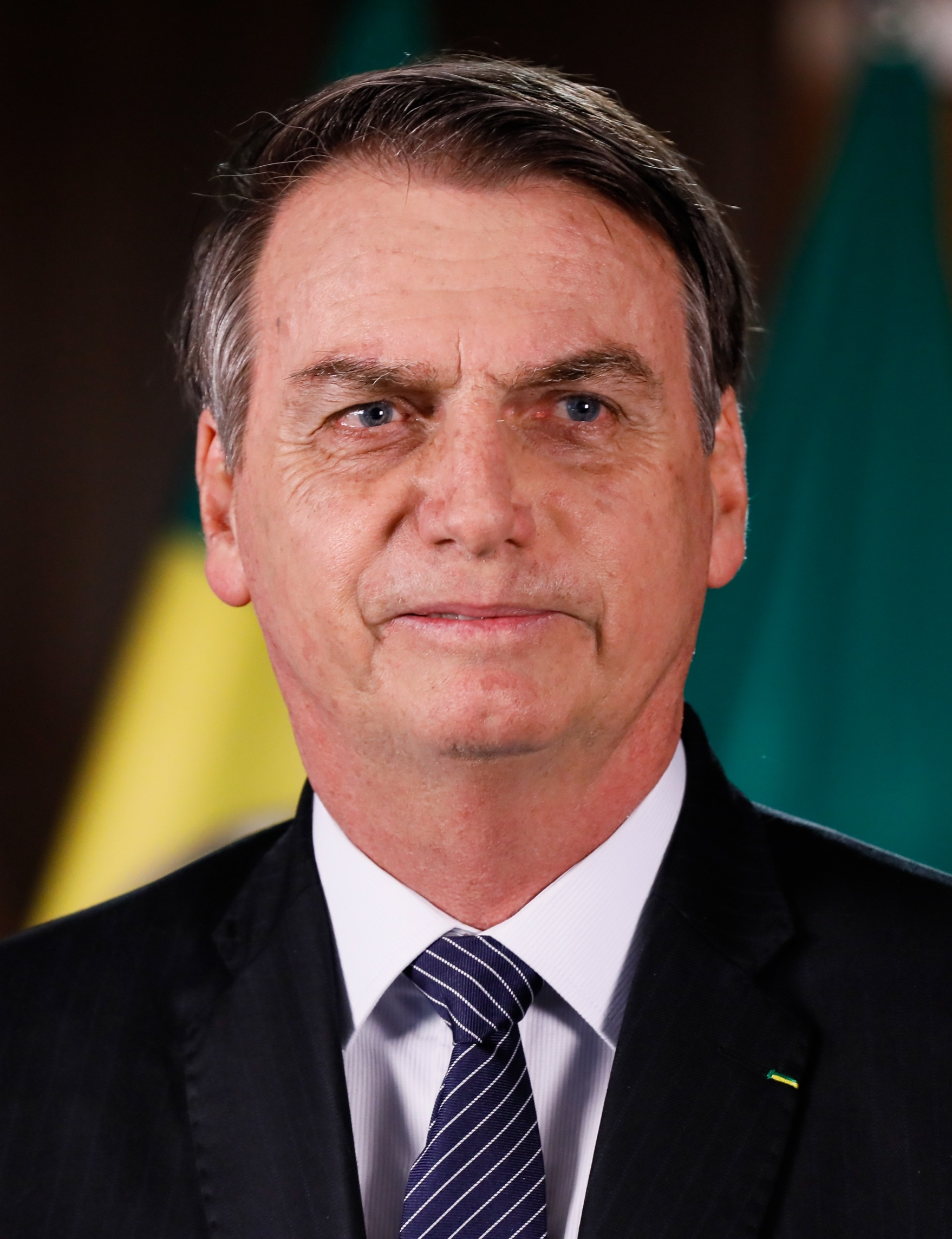
BRA Jair Bolsonaro, Presidente
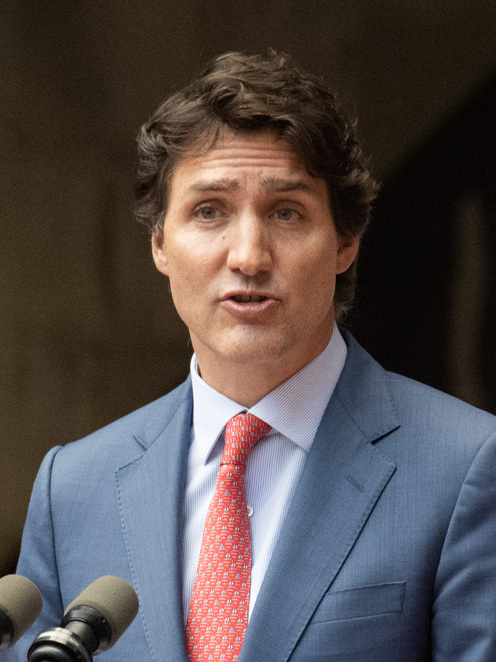
CAN Justin Trudeau, Primer Ministro
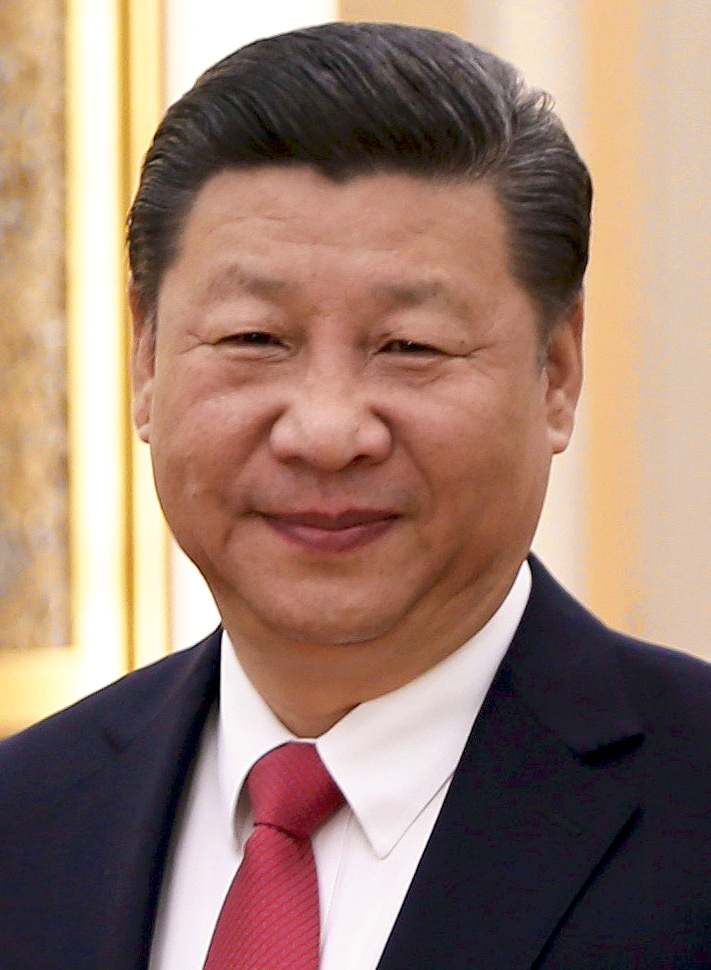
CHN Xi Jinping, Presidente
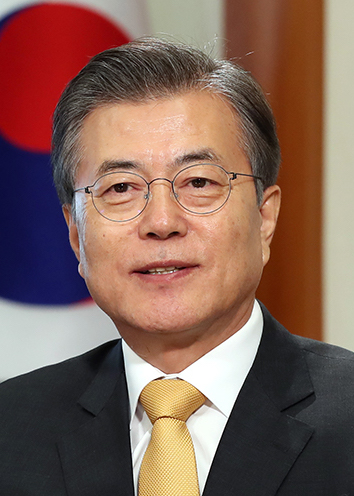
KOR Moon Jae-in, Presidente
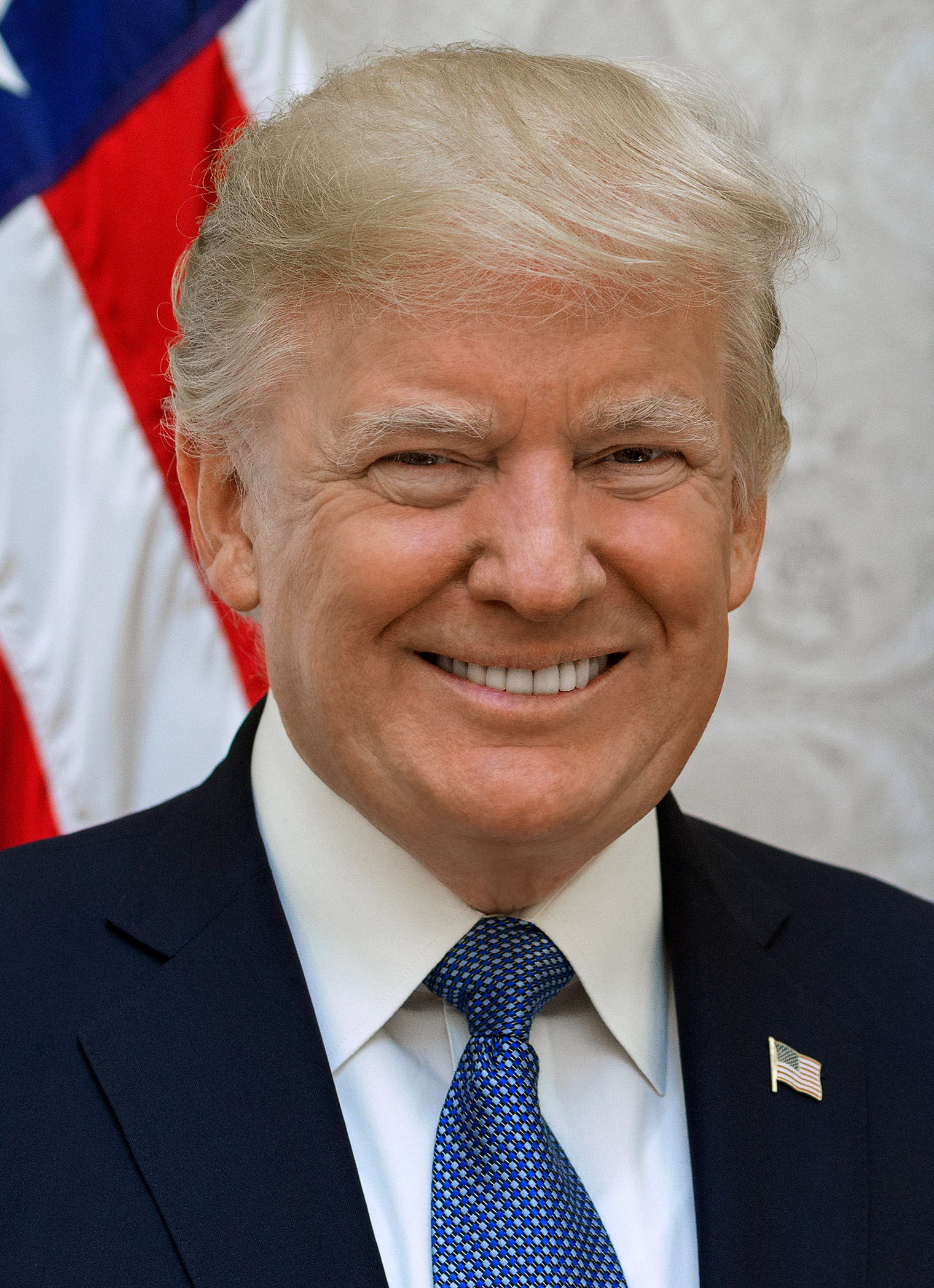
USA Donald Trump, Presidente
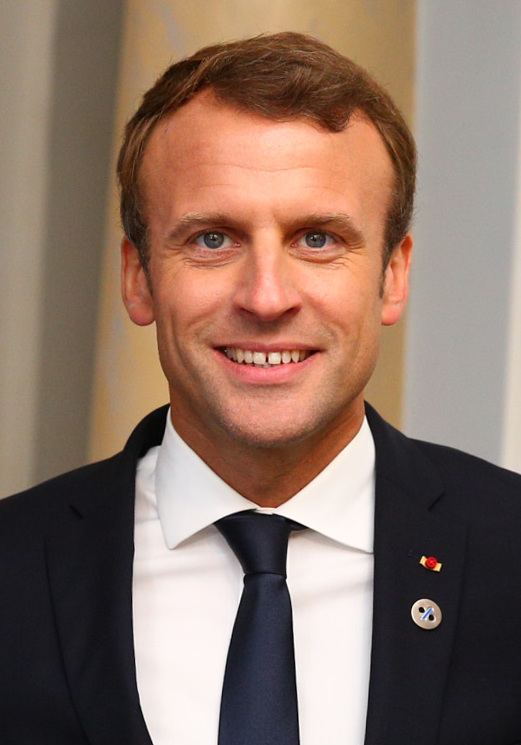
FRA Emmanuel Macron, Presidente
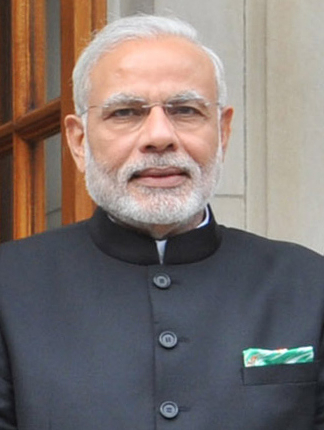
IND Narendra Modi, Primer Ministro
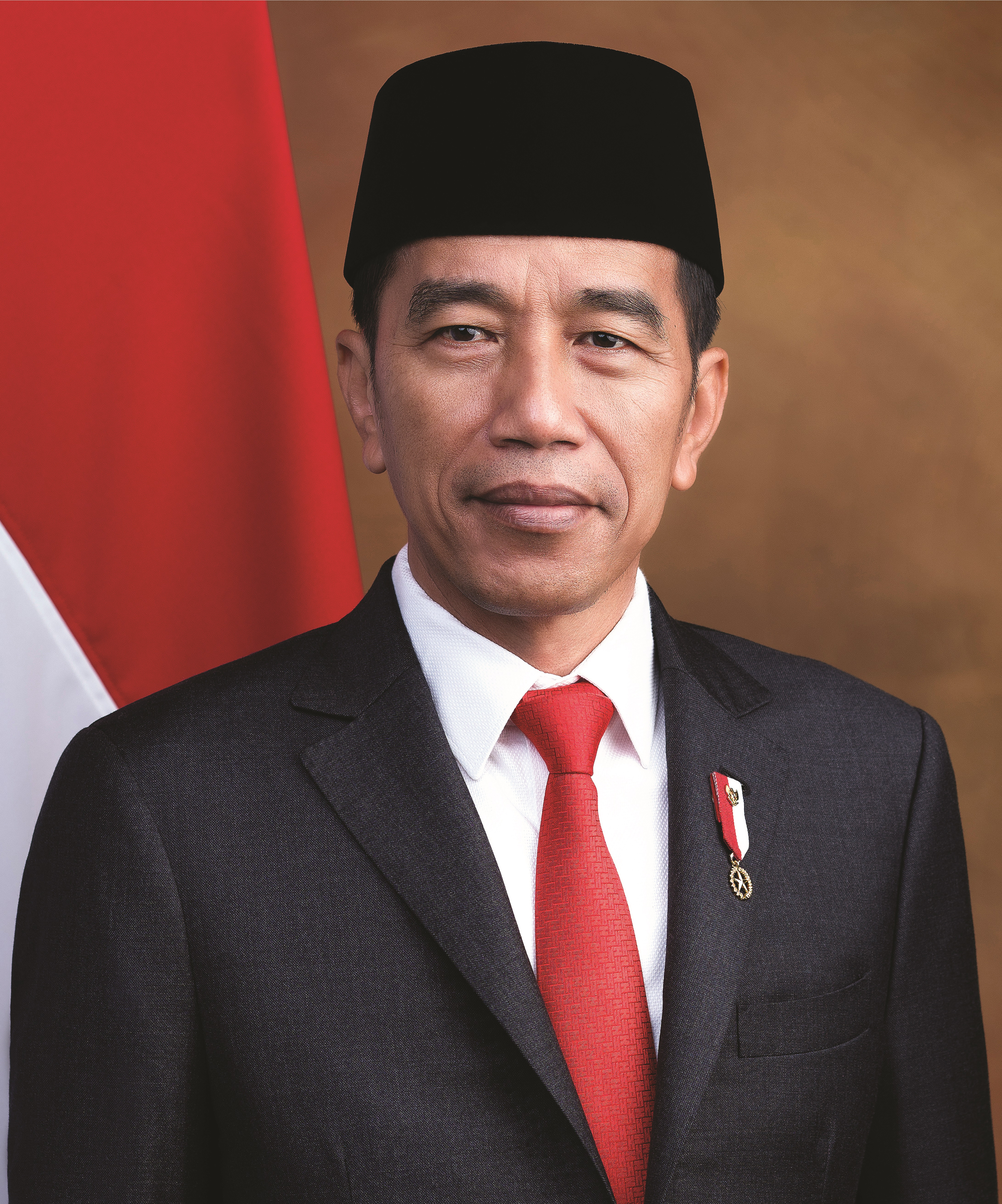
IDN Joko Widodo, Presidente
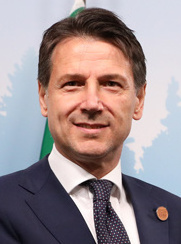
ITA Giuseppe Conte, Primer Ministro
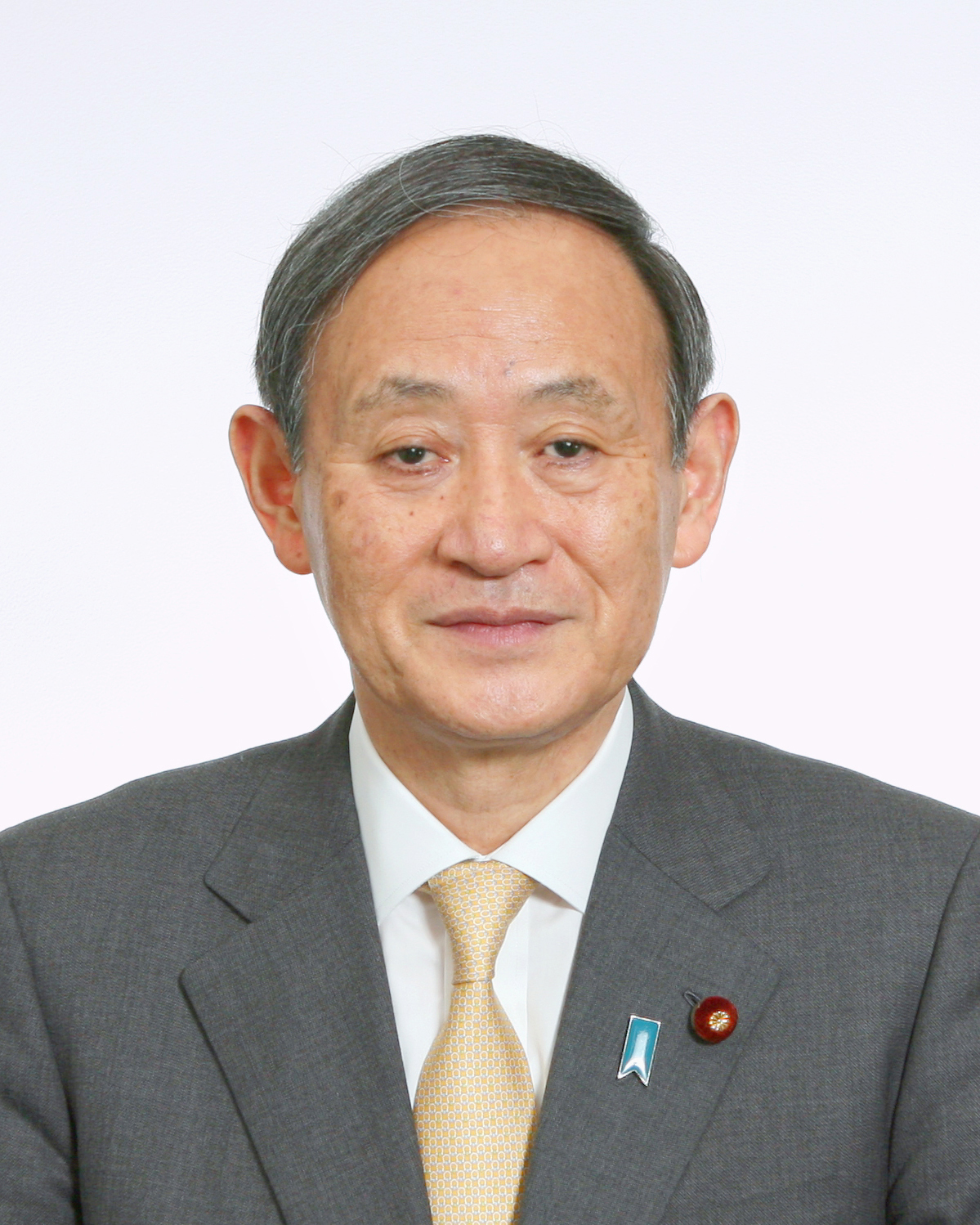
JPN Yoshihide Suga, Primer Ministro
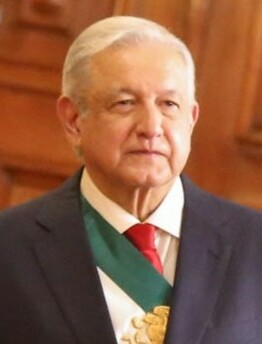
MEX Andrés Manuel López Obrador, Presidente
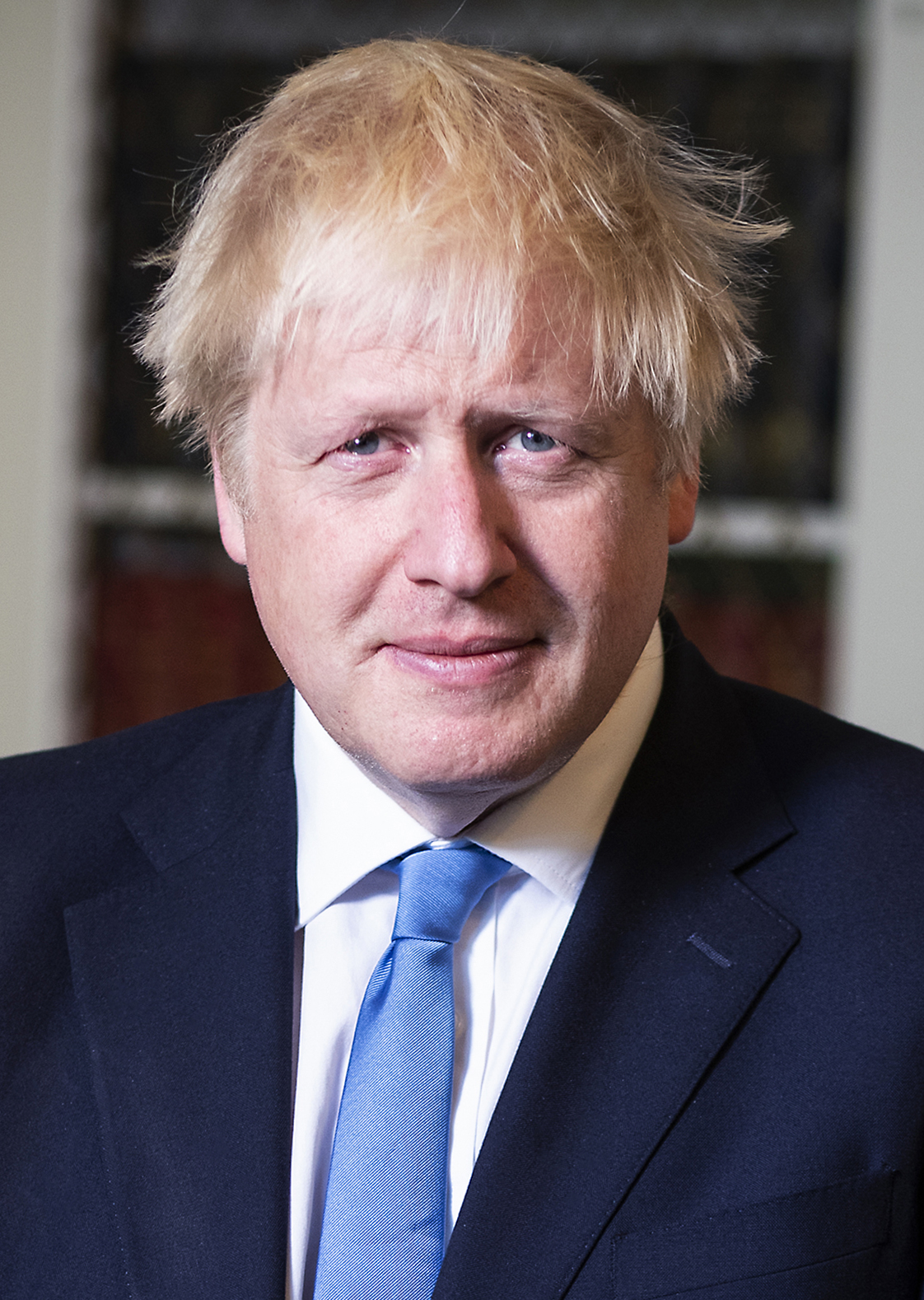
' Boris Johnson, Primer Ministro
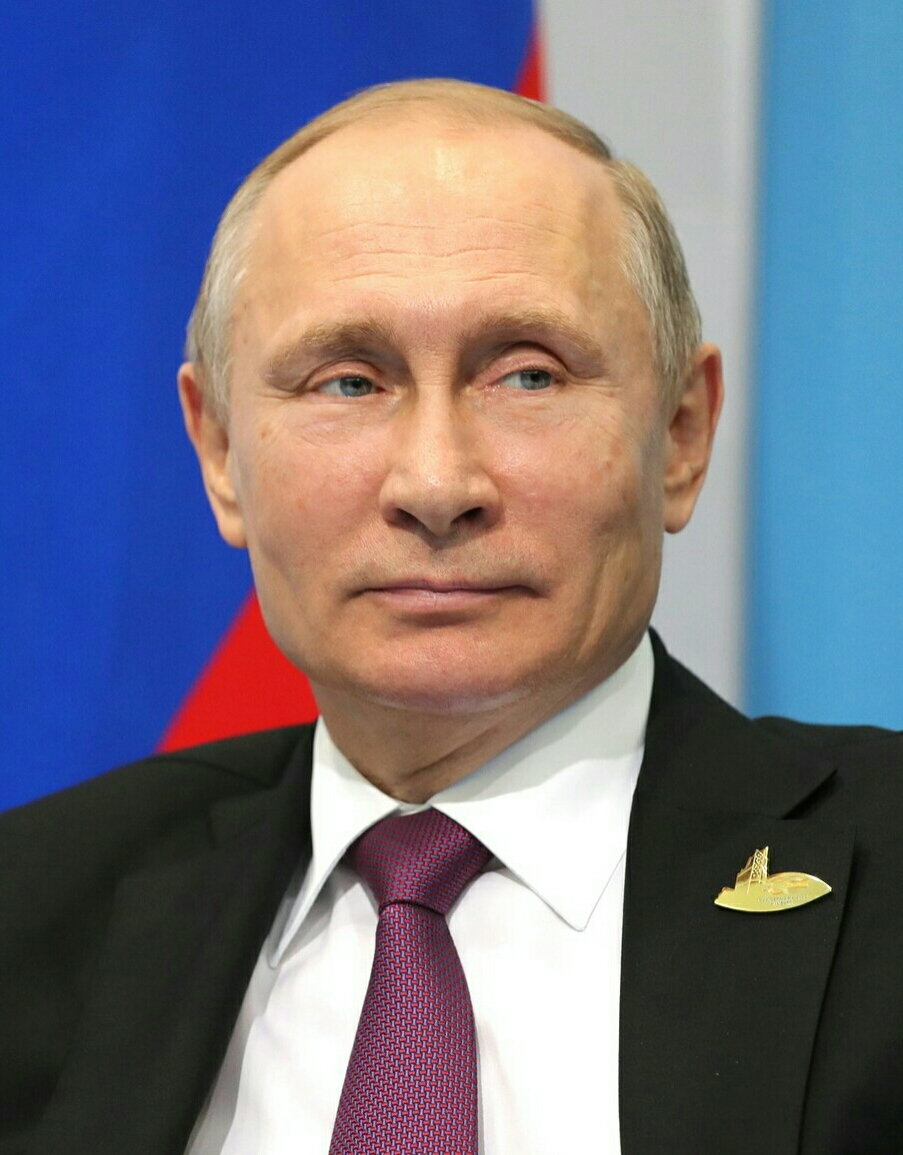
RUS Vladimir Putin, Presidente
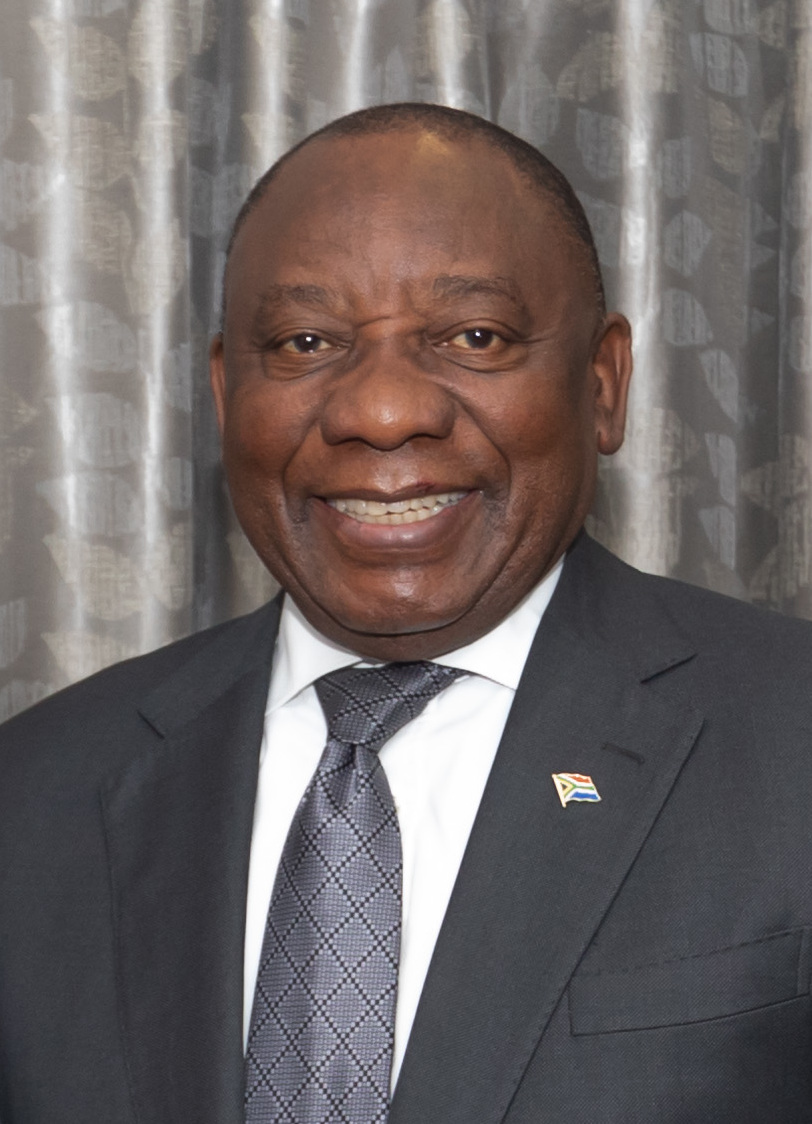
RSA Cyril Ramaphosa, Presidente
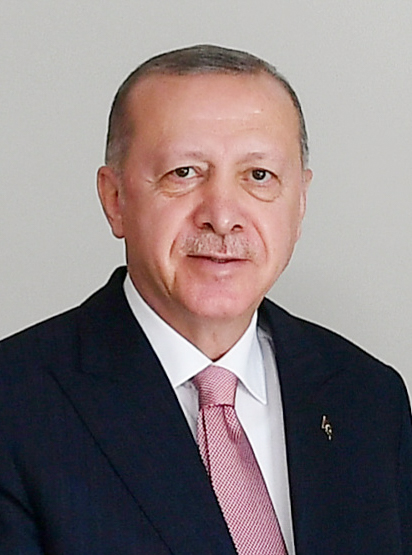
TUR Recep Tayyip Erdoğan, Presidente
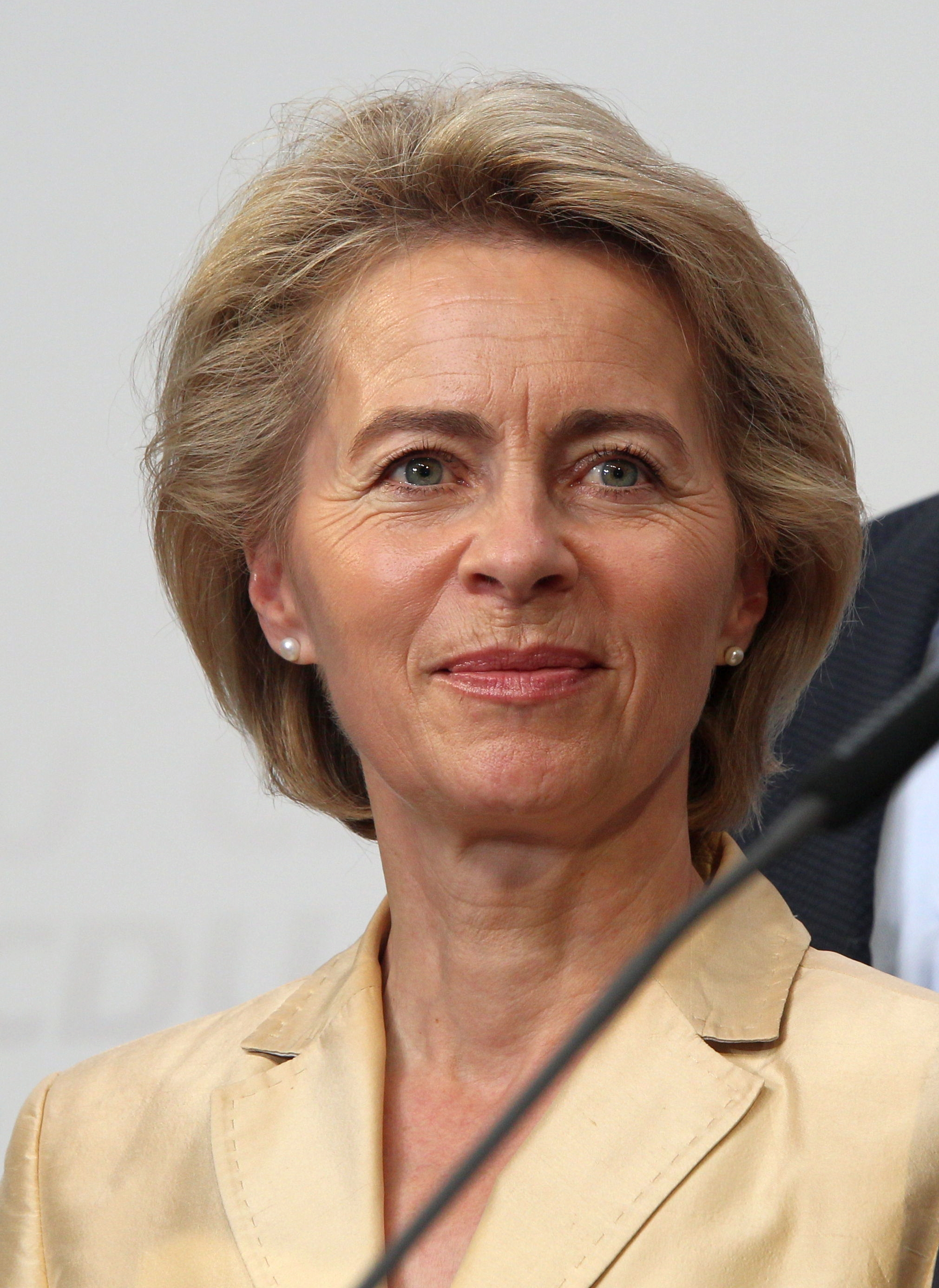
' Ursula von der Leyen, Presidente de la Comisión Europea
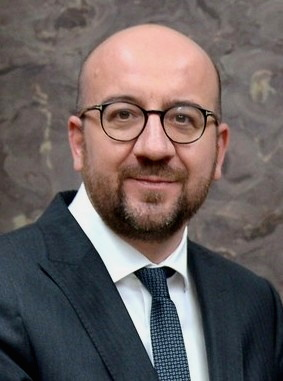
' Charles Michel, Presidente del Consejo Europeo

- Alemania
Angela Merkel, Canciller
- Arabia Saudita
Salmán bin Abdulaziz, Rey
(anfitrión)
- Argentina
Alberto Fernández, Presidente
- Australia
Scott Morrison, Primer Ministro
- Brasil
Jair Bolsonaro, Presidente
- Canadá
Justin Trudeau, 
Primer Ministro
- China
Xi Jinping, Presidente
- Corea del Sur
Moon Jae-in, Presidente
- Estados Unidos
Donald Trump, Presidente
- Francia
Emmanuel Macron, Presidente
- India
Narendra Modi, Primer Ministro
- Indonesia
Joko Widodo, Presidente
- Italia
Giuseppe Conte, Primer Ministro
- Japón
Yoshihide Suga, Primer Ministro
- México
Andrés Manuel López Obrador, Presidente
- Reino Unido
Boris Johnson, Primer Ministro
- Rusia
Vladimir Putin, Presidente
- Sudáfrica
Cyril Ramaphosa, Presidente
- Turquía
Recep Tayyip Erdoğan, Presidente
- Unión Europea
Ursula von der Leyen, Presidente de la Comisión Europea
- Unión Europea
Charles Michel, Presidente del Consejo Europeo

### Invitados

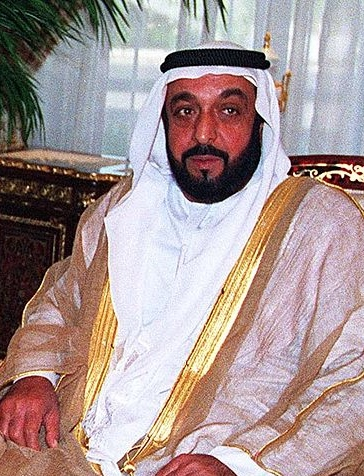
UAE Jalifa bin Zayed Al Nahayan, Presidente Presidente 2020 del Consejo de Cooperación para los Estados Árabes del Golfo
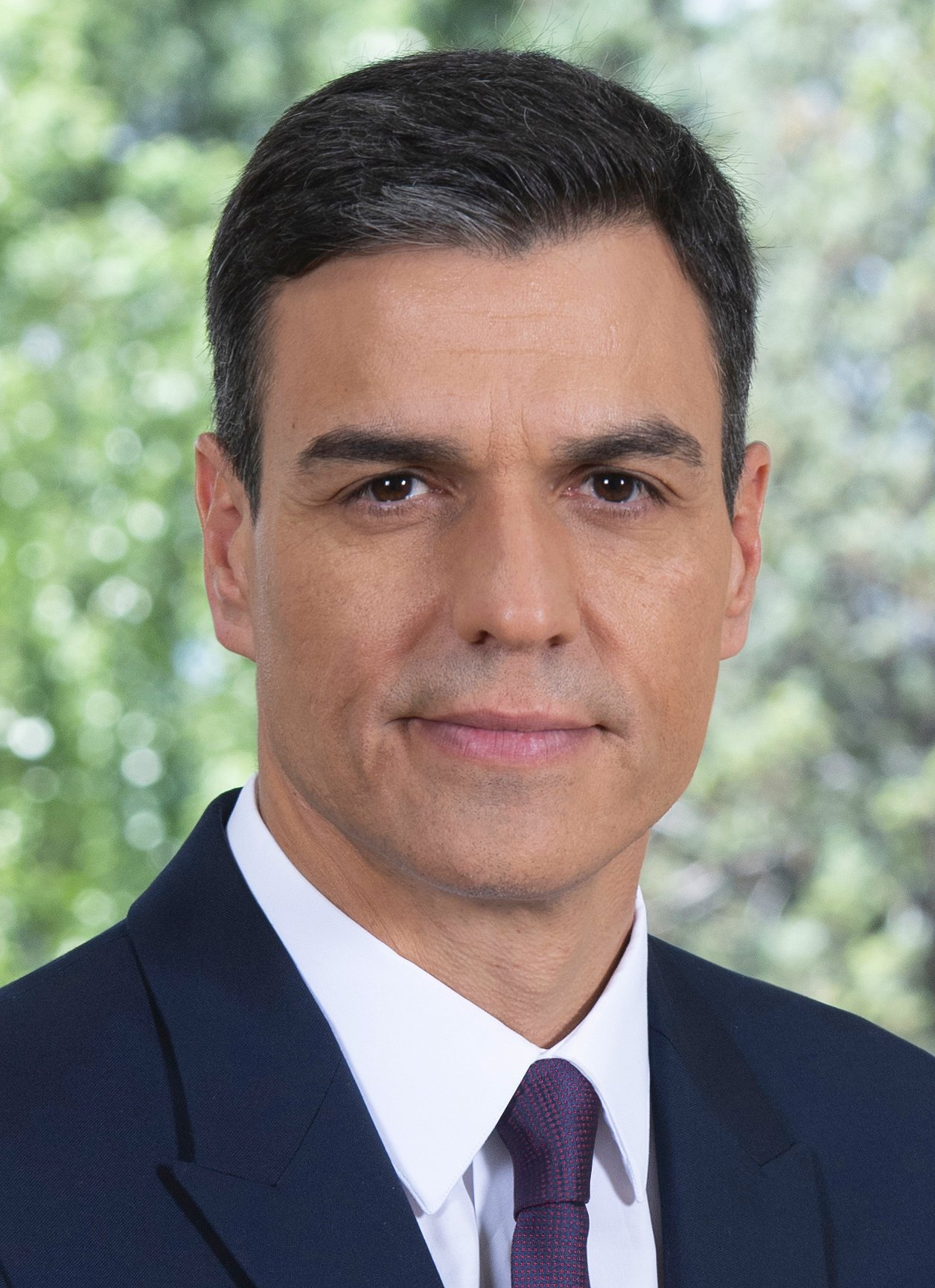
ESP Pedro Sánchez Presidente del Gobierno, Invitado Permanente
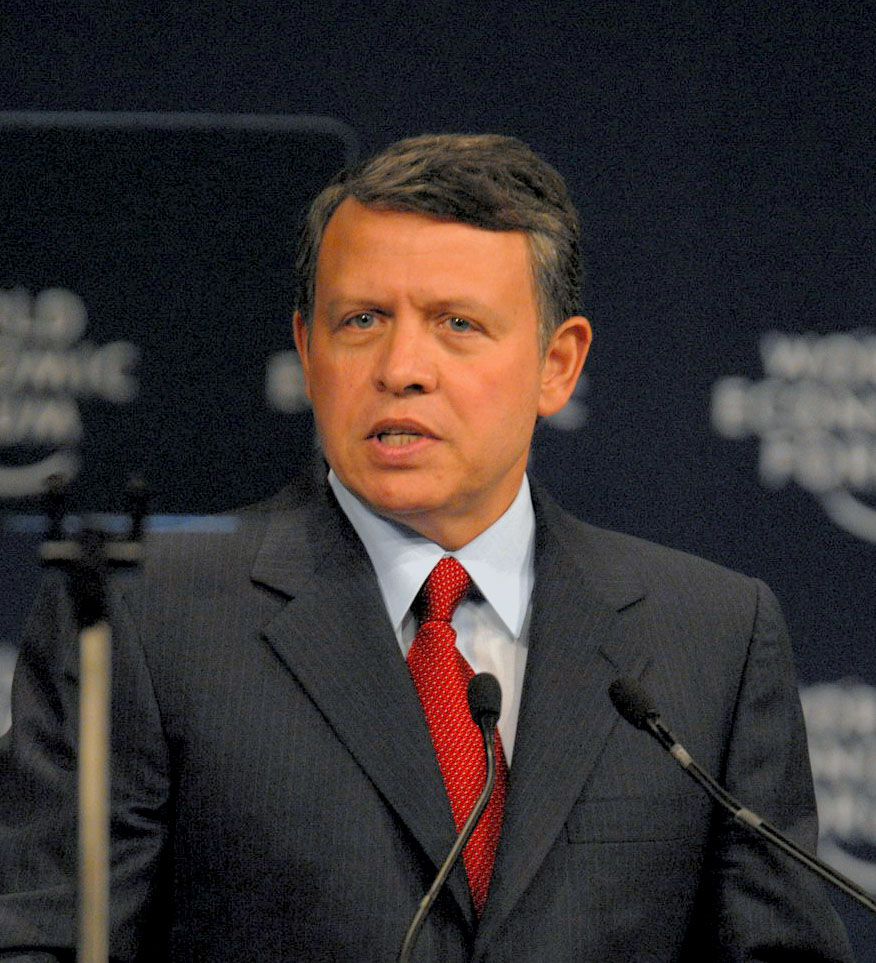
JOR Abdalá II, Rey, Invitado
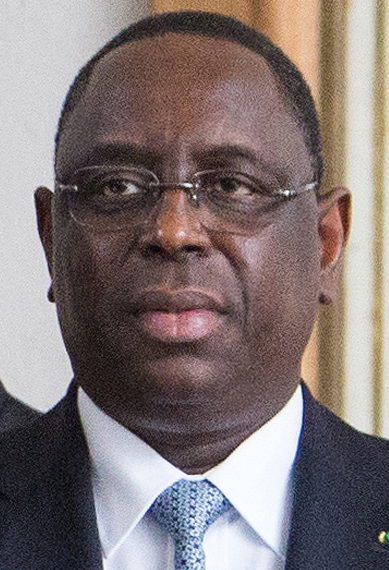
SEN Macky Sall, Presidente, Presidente 2020 de NEPAD
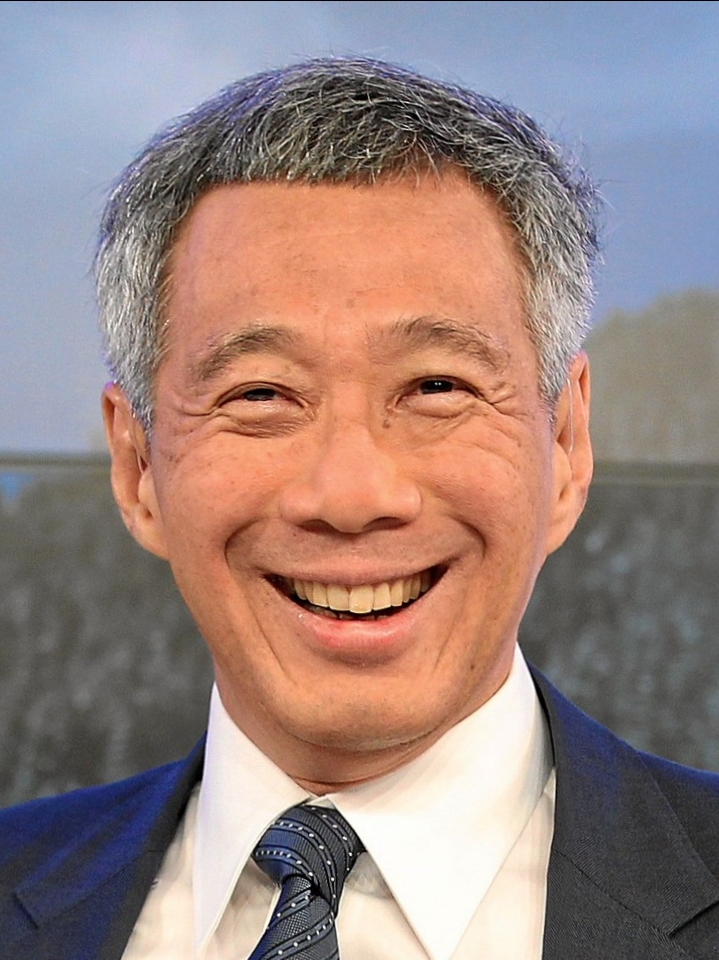
SGP Lee Hsien Loong, Primer Ministro Invitado
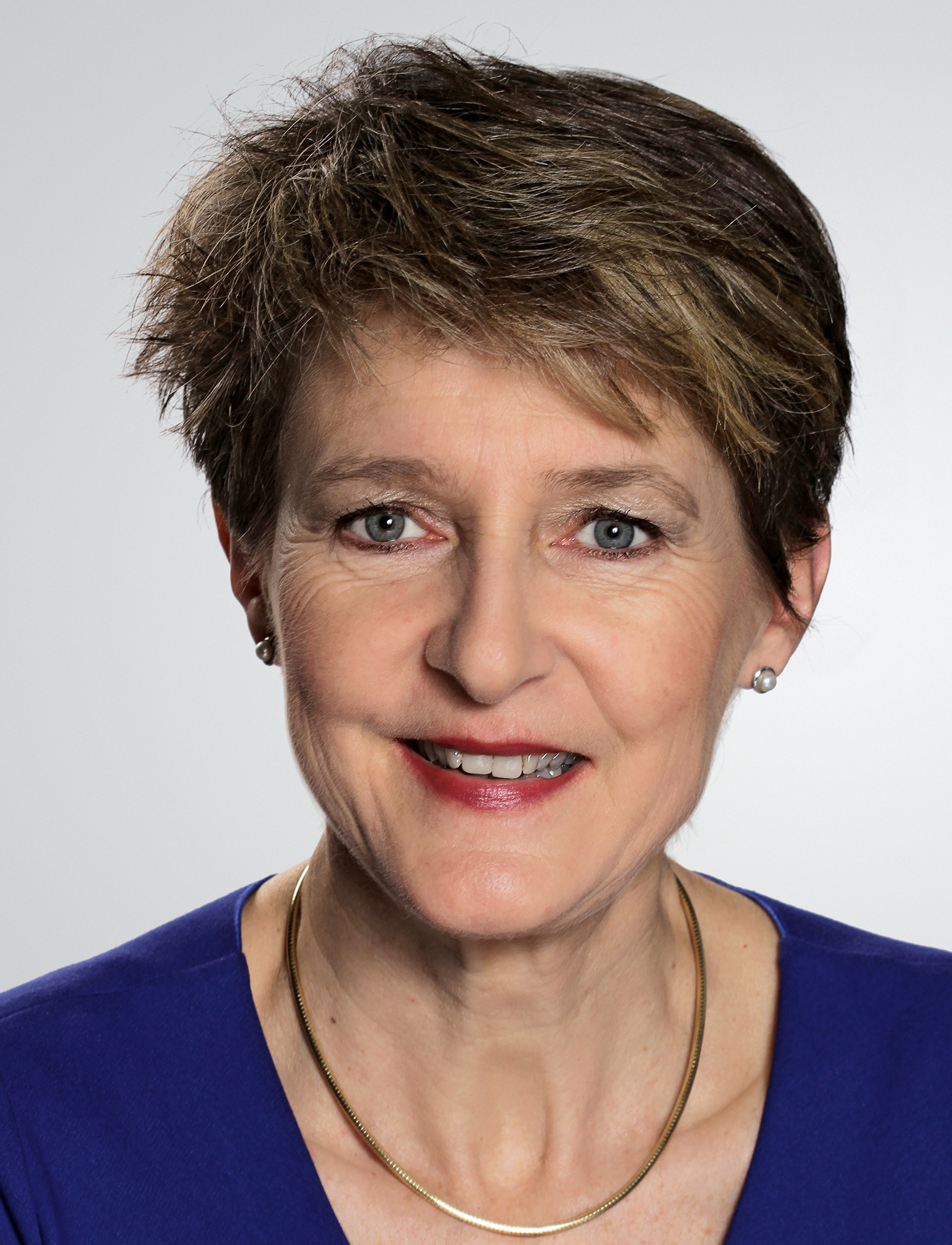
CHE Simonetta Sommaruga, Presidenta Invitada
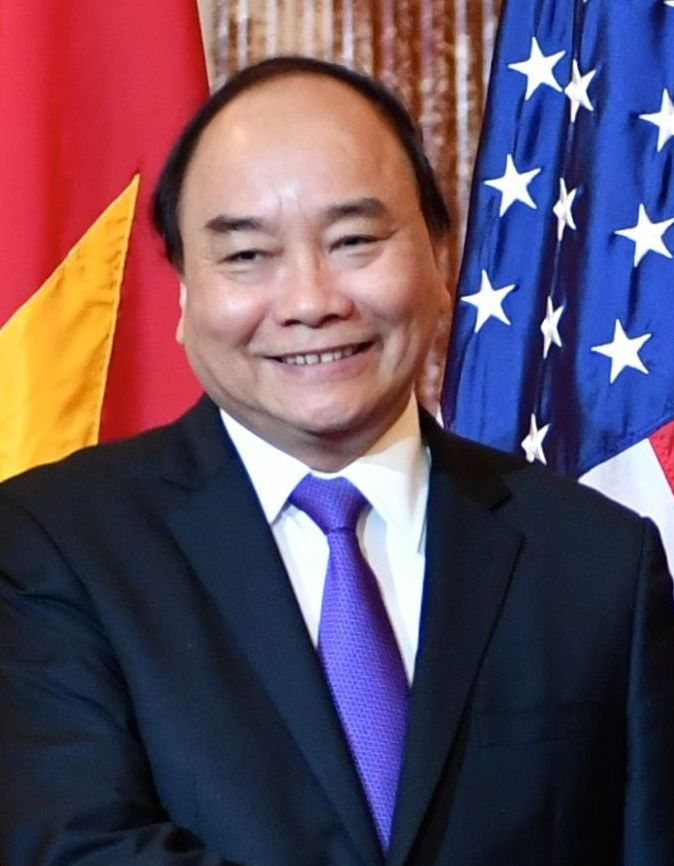
VNM Nguyễn Xuân Phúc, Primer Ministro, Presidente 2020 de la Asociación de Naciones del Sudeste Asiático

- Emiratos Árabes Unidos 
 Jalifa bin Zayed Al Nahayan, Presidente 
 Presidente 2020 del Consejo de Cooperación para los Estados Árabes del Golfo
- España
Pedro Sánchez
Presidente del Gobierno, Invitado Permanente
- Jordania
Abdalá II, Rey, Invitado
- Senegal
Macky Sall, Presidente, Presidente 2020 de NEPAD
- Singapur
Lee Hsien Loong, Primer Ministro
 Invitado
- Suiza
Simonetta Sommaruga, Presidenta
 Invitada
- Vietnam
Nguyễn Xuân Phúc, Primer Ministro, Presidente 2020 de la Asociación de Naciones del Sudeste Asiático

## Presidencia
El Reino de Arabia Saudita asumió el 1 de diciembre de 2019 la Presidencia del G20, convocando a la Cumbre de Líderes en Riad del  21 al 22 de noviembre de 2020. La reunión estará presidida por el rey saudita, Salman bin Abdulaziz.
Los tres objetivos clave de la Presidencia 2020 de Arabia Saudí del G20 según señalan en un comunicado oficial son:
- Empoderando a las personas: creando las condiciones en las que todas las personas, especialmente las mujeres y los jóvenes, puedan vivir, trabajar y prosperar.
- Salvaguardando el planeta: fomentando esfuerzos colectivos para proteger nuestros bienes comunes globales.
- Dando forma a nuevas fronteras: mediante la adopción de estrategias a largo plazo y audaces para compartir los beneficios de la innovación y el avance tecnológico.

## Eventos secundarios
En el marco de la cumbre, Arabia Saudita organizará reuniones ministeriales preparatorias, así como otras reuniones de altos funcionarios gubernamentales y representantes del sector privado y organizaciones no gubernamentales.

## Antecedentes de Arabia Saudita en el G20
La primera participación de Arabia Saudita en las reuniones del G20 fue en la Cumbre de Washington de 2008. En aquel momento Arabia Saudita era el décimo mayor fondo de riqueza soberana del mundo y la segunda mayor reserva de petróleo. Inicialmente, la entrada de Arabia Saudita al G20 se debió a su importancia económica como una fuerza efectiva de fijación de precios en el mercado de la energía.

### G20 y Visión Saudí 2030
Arabia Saudí establece su estrategia de participación en el G20 a partir del proyecto Visión de Arabia Saudita 2030 que subraya la necesidad de una estabilidad macroeconómica, el desarrollo sostenible, el empoderamiento de las mujeres, el aumento del capital humano y el aumento del flujo de comercio e inversión.